# 王倦
王倦（1979年—），中国大陆编剧、剧本策划，其作品擅长推理和反转剧情。代表作《舞乐传奇》、《木府风云》、《大宋少年志》、《庆余年》、《斗羅大陸》、《雪中悍刀行》等。